# Alexandre Tikhomirov
Pour les articles homonymes, voir Tikhomirov.
Alexandre Andreïevitch Tikhomirov (en russe : Александр Андреевич Тихомиров ; 1er octobre 1850 — 23 octobre 1931 à Serguiev Possad) est un zoologiste russe. Diplômé de l'université impériale de Saint-Pétersbourg et de l'université de Moscou, Tikhomirov devient professeur à cette dernière et le directeur du musée zoologique qui y est attaché. Ses travaux majeurs, orientés vers l'anti-darwinisme, concernent l'anatomie, l'embryologie et la physiologie du ver à soie. En 1886, Tikhomirov découvre une sorte de parthénogenèse à partir de la même espèce.